# Paulo Costa
Paulo Henrique Costa, född 21 april 1991 i Belo Horizonte, är en brasiliansk MMA-utövare som sedan 2017 tävlar i organisationen Ultimate Fighting Championship.